# Budalice
Budalice (cyr. Будалице) – wieś w Bośni i Hercegowinie, w Republice Serbskiej, w gminie Rudo. W 2013 roku liczyła 4 mieszkańców.